# 索拉林松山
67°15′S 64°59′W / 67.250°S 64.983°W
索拉林松山（Mount Thorarinsson）， （67°15'S 64°59'W位置：67°15'S 64°59'W）是位于格雷厄姆兰德东海岸赫斯冰川终点南侧的高峰。 该特征形成了从高原下降的岩石支线上的一个点，并且是从拉森冰架观察的沿海最具特色的特征之一。 这个沿海地区被几次美国考察拍摄：美国南极局（USAS），1939-41; Ronne南极研究考察队（RARE），1947-48; 美国海军照片，1968年。福克兰群岛依赖性调查（FIDS），1947-48年。 由英国南极地名委员会（UK-APC）命名为冰岛冰川学家Sigurdur Thorarinsson。